# Malves-en-Minervois
Malves-en-Minervois è un comune francese di 792 abitanti situato nel dipartimento dell'Aude nella regione dell'Occitania.

## Società

### Evoluzione demografica
Abitanti censiti